# Dalechampia humilis
Dalechampia humilis är en törelväxtart som beskrevs av Johannes Müller Argoviensis. Dalechampia humilis ingår i släktet Dalechampia och familjen törelväxter. Inga underarter finns listade i Catalogue of Life.